# Дубки (Псковський район)
Дубки (рос. Дубки) — присілок в Псковському районі Псковської області Російської Федерації.
Населення становить 15 осіб. Входить до складу муніципального утворення Торошинська волость.

## Історія
Від 2015 року входить до складу муніципального утворення Торошинська волость.

## Населення
| 2001 | 2002 | 2010 |
| ---- | ---- | ---- |
| 8    | ↗9   | ↗15  |